# Krypton (fictieve planeet)
Krypton is de thuisplaneet van Superman in de stripverhalen van DC Comics.
De aanstaande vernietiging van de planeet was reden voor Supermans vader, Jor-El om zijn zoon met een ruimtevaartuig in veiligheid te brengen, en dus de reden dat Superman op Aarde terecht is gekomen. De planeet Krypton speelt een rol in allerlei verhalen en tijdlijnen in het DC Universum. In enkele van deze verhalen is er een gedeelte van de planeet (inclusief inwoners) dat de verwoesting overleeft, namelijk de hoofdstad Kandor.

## Bevolking
Op de planeet Krypton leeft nog maar een dominant ras, de Kryptonianen. Zij zijn een fictief buitenaards ras van humanoïden in het DC Comics universum. Er wordt voor het eerst gesproken over Krypton in de DC Comics over superheld Superman. In de verhalen wordt ook "Kryptoniaans" als een bijvoeglijk naamwoord gebruikt om te verwijzen naar dingen die gemaakt zijn op Krypton en alles dat op Krypton bestond voor zijn vernietiging.
De dominante wezens op Krypton zijn niet te onderscheiden van normale mensen aan de hand van hun uiterlijk; hun fysiologie en genetica is echter zeer verschillend. In sommige continuïteiten zijn Kryptonianen erg moeilijk te klonen, vanwege hun complexe DNA, dat voor de aardse wetenschap te ver ontwikkeld is om het te kunnen ontcijferen. Kryptonianen zijn op cellulair niveau in staat om zonne-energie te absorberen. De planeet Krypton draait om de ster Rao, een rode reus met een relatief lage straling. Daardoor zijn hun natuurlijke krachten op Krypton hetzelfde zijn als bij mensen op Aarde. Wanneer ze worden blootgesteld aan een gele ster zoals de Zon, die vele malen kleiner is, maar met een veel hogere straling, absorberen de lichamen van Kryptonianen zoveel straling dat ze uiteindelijk superkrachten manifesteren (bijvoorbeeld bovenmenselijke kracht, bovenmenselijke snelheid, onkwetsbaarheid, vaardigheid om te vliegen, röntgenzicht, laserstralen en bovenmenselijke zintuigen).
Bijna alle Kryptonianen zijn omgekomen toen de planeet explodeerde kort nadat Kal-El naar de Aarde was gestuurd. In sommige continuïteiten is hij de enige overlever van de planeet.

### Fysiologie en krachten
Kal-El kan een dubbelleven met zijn alter ego Clark Kent leiden omdat Kryptonianen hetzelfde uiterlijk hebben als mensen. In de Silver Age en de Modern Age continuïteiten kent Krypton meerdere etnische groepen. Zo bestaan er ook donker getinte Kryptonianen die leven op Vathlo Island die lijken op mensen die afkomstig zijn uit de Sub-Sahara Afrika op Aarde. Ook vind met op het continent Twenx bewoners die lijken op Aziaten en Latino. In de eerste verhalen over Supermans herkomst beschikken alle Kryptonianen op hun thuiswereld over de superkrachten die Superman ook op Aarde heeft. In latere verhalen worden de krachten toegerekend aan het verschil in zwaartekracht en straling die zij ontvangen van een ster op Aarde en Krypton. Kryptonianen maken gebruik van de straling van gele, blauwe, oranje en witte sterren om op cellulair en moleculair niveau hun cellen op te laden, en daardoor te beschikken over superkrachten. De straling van dwergsterren, pulsars en quasars geeft Kryptonianen ook bepaalde krachten. In sommige verhalen komt het ook voor dat Kryptonianen een bio-elektrisch veld hebben dat hun lichaam beschermt. Door dit veld is het ook mogelijk voor Kryptonianen om te kunnen vliegen. Bepaalde individuen (zoals Conner Kent, Chris Kent en sommige criminelen in de Phantom Zone) hebben ook het vermogen tot telekinese. De krachten van Kryptonianen groeien naarmate zij ouder worden.
Het paren tussen Kryptonianen en andere soorten is vrij moeilijk, dit omdat het Kryptoniaanse DNA zeer complex is en bijna niet samengaat met dat van een ander soort wezen. Een uitzondering geld voor de van origine inheemse bevolking van Krypton zoals die van Daxam, Een kolonie van Krypton. De inheemse bevolking van Dexam begon zich te vermengen met de ruimtekolonisten van Krypton waardoor er een nieuw hybride ras ontstond dat zichzelf "Dexamites" noemden. Zij konden zich met een groter aantal humanoide rassen voortplanten, o.a. met mensen van Aarde.
Kryptonianen die superkrachten beschikken door de straling van bepaalde sterren zijn vatbaar voor Kryptoniet, radioactieve restanten uit de kern van Krypton en zwarte gaten.

## In andere media
- David S. Goyer heeft een prequel televisieserie ontwikkeld, getiteld Krypton.[1] In december 2014 werd bekendgemaakt dat de serie in ontwikkeling was en zal uitgezonden worden op het netwerk van Syfy. De serie zal worden geproduceerd door Goyer. En de serie zal worden geschreven en uitvoerend geproduceerd door Ian Goldberg.[2] Goyer heeft bekendgemaakt dat de serie zich afspeelt zo'n 200 jaar voor de tijdsperiode van de Man of Steel film.[3] In juni 2016, TV Line maakt bekend dat in de serie Seg-El, Lyta-Zod, Val-El, Dev-Em en Nyssa-Vex zullen verschijnen.[4] Deze versie van Krypton werd labiel nadat Brainiac de stad Kandor van de oppervlakte steelt. In mei 2018 vernieuwde SyFy Krypton met een tweede seizoen, welke wordt verwacht wordt in 2019 in première te gaan.[5]